# 살바도르 페레스
살바도르 호안 페레스 디아스(스페인어: Salvador Johan Pérez Diaz, 1990년 5월 10일~)는 베네수엘라의 야구 선수이다. 현재 메이저 리그의 캔자스시티 로열스 소속으로 뛰고 있다.

## 어린 시절
페레스는 1990년 베네수엘라의 발렌시아에서 태어났다. 4세 때 부모가 이혼했으며 페레스는 어머니인 일다 디아스(스페인어: Yilda Díaz)의 손에 길러졌다. 8세 때부터 어머니와 외할머니인 카르멘(스페인어: Carmen)과 함께 살았으며 그의 어머니는 집에서 만든 케이크, 커스터드 푸딩, 라자냐 등을 팔면서 가족을 부양했다.
6세 때 어머니의 손에 이끌려 발렌시아의 야구 학교를 다니면서 처음 야구를 접했다. 야구를 시작한 페레스는 주로 투수와 유격수로 뛰었으나 8세 때 처음 포수로 뛰기 시작했다. 이후 14세 때 포수를 주 포지션으로 정했다.

## 프로 경력
16세때인 2006년 9월 27일 아마추어 FA 자격으로 메이저 리그 베이스볼의 캔자스시티 로열스와 계약을 맺었다. 이듬해인 2007년에 애리조나 리그에서 활동하면서 마이너 리그 경력을 시작했다. 데뷔 시즌 도루 저지율 48%를 기록하면서 주목을 받았다. 2008년과 2009년에는 벌링턴 로열스와 아이다호폴스 처커스에서 뛰었으며 2010년에는 하이싱글A 팀인 윌밍턴 블루록스에서 뛰었다. 이듬해인 2011년에는 더블A 팀인 노스웨스트 아칸소 내추럴스와 트리플A 팀인 오마하 스톰체이서스에서 뛰면서 메이저 리그 입성을 앞뒀다.
2011년 8월 10일 맷 트레너의 부상으로 처음으로 캔자스시티 로열스 1군에 발탁되었고 탬파베이 레이스와의 경기에서 메이저 리그 데뷔 경기를 가졌다.

## 국가대표팀 경력
2013년 3월 2013년 월드 베이스볼 클래식에 베네수엘라 국가대표팀 선수로 참가하면서 국제 대회에 처음 출전했다.

## 수상
- 아메리칸 리그 골든글러브 2회 : 2013년, 2014년
- 메이저 리그 올스타전 선출 2회 : 2013년, 2014년

## 통계

### 연도별 타격 성적
| 연 도     | 소 속     | 경 기 | 타 석 | 타 수 | 득 점 | 안 타 | 2 루 타 | 3 루 타 | 홈 런 | 루 타 | 타 점 | 도 루 | 도 루 자 | 희 생 번 | 희 생 플 | 볼 넷 | 고 4 | 사 구 | 삼 진 | 병 살 타 | 타 율 | 출 루 율 | 장 타 율 | O P S |
| --------- | --------- | ----- | ----- | ----- | ----- | ----- | ------- | ------- | ----- | ----- | ----- | ----- | -------- | -------- | -------- | ----- | ---- | ----- | ----- | -------- | ----- | -------- | -------- | ----- |
| 2011년    | KC        | 39    | 158   | 148   | 20    | 49    | 8       | 2       | 3     | 70    | 21    | 0     | 0        | 0        | 2        | 7     | 0    | 1     | 20    | 5        | .331  | .361     | .473     | .834  |
| 2012년    | KC        | 76    | 305   | 289   | 38    | 87    | 16      | 0       | 11    | 136   | 39    | 0     | 0        | 0        | 3        | 12    | 3    | 1     | 27    | 14       | .301  | .328     | .471     | .798  |
| 2013년    | KC        | 138   | 526   | 496   | 48    | 145   | 25      | 3       | 13    | 215   | 79    | 0     | 0        | 0        | 5        | 21    | 2    | 4     | 63    | 13       | .292  | .323     | .433     | .757  |
| 2014년    | KC        | 150   | 606   | 578   | 57    | 150   | 28      | 2       | 17    | 233   | 70    | 1     | 0        | 0        | 3        | 22    | 2    | 3     | 85    | 22       | .260  | .289     | .403     | .692  |
| 2015년    | KC        | 142   | 553   | 531   | 52    | 138   | 25      | 0       | 21    | 226   | 70    | 1     | 0        | 0        | 5        | 13    | 4    | 4     | 82    | 23       | .260  | .280     | .426     | .706  |
| 통산：5년 | 통산：5년 | 545   | 2148  | 2042  | 215   | 569   | 102     | 7       | 65    | 880   | 279   | 2     | 0        | 0        | 18       | 75    | 11   | 13    | 277   | 77       | .279  | .306     | .431     | .737  |

- 2015시즌 종료 기준.